# Kalifa Coulibaly
Kalifa Coulibaly (* 21. August 1991 in Bamako) ist ein malischer Fußballspieler. Seit 2022 spielt er für den serbischen Profifußballverein FK Roter Stern Belgrad.

## Werdegang

### Vereinskarriere
Von 2009 bis 2011 stand Coulibaly bei der Mannschaft seiner Heimatstadt, AS Real Bamako, unter Vertrag, kam jedoch nicht zum Einsatz. Von 2011 bis 2014 spielte er für die zweite Mannschaft von Paris Saint-Germain. In diesen drei Jahren erzielte er in insgesamt 86 Spielen 30 Tore. Daraufhin wechselte er zu RSC Charleroi, für die er insgesamt 29 Spiele bestritt. Im Juni 2015 unterschrieb Coulibaly einen Vier-Jahres-Vertrag bei der KAA Gent. In der Europa League Saison 2016/17 kam er mit Gent bis ins Viertelfinale, wo sie jedoch insgesamt mit 3:6 gegen den KRC Genk verloren. Mit vier Toren war Coulibaly Gents bester Torschütze in dieser Europa-League-Saison. Im Sommer 2017 folgte der Wechsel zum FC Nantes, wo er fünf Jahre verblieb. Im August 2022 schloss sich der Malier dem FK Roter Stern Belgrad an.

### Nationalmannschaft
Kalifa Coulibaly debütierte im Oktober 2013 für die malische Nationalmannschaft. Er stand bei der Afrikameisterschaft 2017 im malischen Kader; Mali schied aus dem Turnier mit lediglich zwei Punkten aus. Am 10. Juni 2017 erzielte Coulibaly gegen Gabun beim 2:1-Sieg sein erstes Länderspieltor, dem Qualifikationsspiel für die Afrikameisterschaft 2019 in Ägypten.
Nur zwei Jahre später, beim Afrika-Cup 2019, wurde er erneut in den malischen Kader berufen.

## Erfolge
FC Nantes
- Französischer Pokalsieger: 2022